# Championnat d'Algérie de football 1995-1996
Navigation
Division 1
1994-1995 Division 1
1996-1997
Le championnat d'Algérie de football 1995-1996 est la 34e édition du championnat d'Algérie de football. Cette édition est organisée en une seule poule de 16 équipes.
L'USM Alger, promu en début de saison, remporte le titre de champion d'Algérie 1996.

## Résumé de la saison
L'USM Alger remporte le championnat et se qualifie pour la première édition de la Ligue des champions de la CAF. Le MC Oran, vainqueur de la Coupe d'Algérie, se qualifie pour la Coupe d'Afrique des vainqueurs de coupe 1997. L'USM Aïn Béïda, troisième en championnat, se qualifie pour la Coupe de la CAF 1997.

## Classement final
Le classement est établi sur le barème de points suivant : une victoire vaut 3 points, un match nul 1 point et une défaite 0 point.
| Rang | Équipe          | Pts | J  | G  | N  | P  | Bp | Bc | Diff |
| ---- | --------------- | --- | -- | -- | -- | -- | -- | -- | ---- |
| 1    | USM Alger P     | 60  | 30 | 19 | 3  | 8  | 39 | 24 | +15  |
| 2    | MC Oran C L     | 58  | 30 | 17 | 7  | 6  | 53 | 21 | +32  |
| 3    | USM Aïn Béïda P | 51  | 30 | 15 | 6  | 9  | 37 | 31 | +6   |
| 4    | WA Tlemcen      | 51  | 30 | 15 | 6  | 9  | 39 | 20 | +19  |
| 5    | JS Kabylie T    | 45  | 30 | 13 | 6  | 11 | 34 | 29 | +5   |
| 6    | CS Constantine  | 43  | 30 | 11 | 10 | 9  | 25 | 20 | +5   |
| 7    | USM El Harrach  | 43  | 30 | 12 | 7  | 11 | 24 | 26 | -2   |
| 8    | MC Alger        | 40  | 30 | 12 | 4  | 14 | 29 | 32 | -3   |
| 9    | US Chaouia      | 40  | 30 | 11 | 6  | 13 | 28 | 33 | -5   |
| 10   | CA Batna        | 39  | 30 | 12 | 3  | 15 | 35 | 44 | -9   |
| 11   | AS Aïn M'lila   | 38  | 30 | 10 | 8  | 12 | 18 | 30 | -12  |
| 12   | CR Belouizdad   | 38  | 30 | 10 | 8  | 12 | 27 | 34 | -7   |
| 13   | WA Boufarik     | 35  | 30 | 10 | 5  | 15 | 25 | 42 | -17  |
| 14   | USM Blida       | 34  | 30 | 9  | 7  | 14 | 34 | 38 | -4   |
| 15   | ASM Oran P      | 31  | 30 | 7  | 10 | 13 | 23 | 31 | -8   |
| 16   | JS Bordj Menail | 20  | 30 | 3  | 11 | 16 | 22 | 41 | -19  |

Résultat
- Qualifié pour la Ligue des champions 1997
- Qualifié pour la Coupe des coupes 1997
- Qualifié pour la Coupe de la CAF 1997

Relégation
- Relégation en Division 2

Abréviations
T : Tenant du titre

C : Vainqueur de la Coupe d'Algérie 1995-1996

L : Vainqueur de la Coupe de la Ligue 1995-1996

P : Promus de Division 2 1994-1995

### Résultats
| Résultats (▼dom., ►ext.)                                   | ASAM | ASMO | CAB | CRB | CSC | JSBM | JSK | MCA | MCO | USC | USMAB | USMA | USMB | USMH | WAB | WAT |
| AS Aïn M'lila                                              |      | 1-0  | 2-0 | 0-0 | 2-2 | 1-1  | 1-0 | 1-0 | 1-0 | 1-0 | 2-0   | 0-0  | 0-0  | 2-0  | 1-0 | 1-0 |
| ASM Oran                                                   | 0-0  |      | 1-0 | 2-0 | 0-0 | 1-0  | 0-0 | 4-0 | 1-3 | 0-0 | 0-0   | 0-2  | 2-1  | 2-1  | 1-1 | 1-0 |
| CA Batna                                                   | 2-1  | 4-1  |     | 2-1 | 1-1 | 2-0  | 1-0 | 4-1 | 2-0 | 2-1 | 4-1   | 1-0  | 2-1  | 2-1  | 2-1 | 2-0 |
| CR Belouizdad                                              | 4-0  | 2-1  | 0-0 |     | 1-0 | 1-0  | 2-1 | 0-3 | 2-2 | 2-0 | 0-0   | 3-1  | 1-0  | 0-2  | 1-0 | 1-1 |
| CS Constantine                                             | 2-0  | 0-0  | 1-0 | 2-1 |     | 2-0  | 2-0 | 1-0 | 1-1 | 1-0 | 3-2   | 1-2  | 2-0  | 1-0  | 2-0 | 0-1 |
| JS Bordj Menail                                            | 0-0  | 2-2  | 1-1 | 1-1 | 0-0 |      | 1-2 | 0-1 | 1-3 | 2-1 | 1-1   | 0-1  | 0-1  | 0-1  | 4-1 | 4-1 |
| JS Kabylie                                                 | 1-0  | 0-0  | 3-1 | 3-0 | 2-1 | 2-0  |     | 0-1 | 0-0 | 3-1 | 4-1   | 1-1  | 1-0  | 0-2  | 2-0 | 3-0 |
| MC Alger                                                   | 2-0  | 2-0  | 1-0 | 1-2 | 1-1 | 1-0  | 3-0 |     | 0-0 | 2-1 | 1-3   | 1-0  | 1-0  | 1-1  | 2-0 | 0-1 |
| MC Oran                                                    | 7-0  | 2-1  | 3-0 | 2-0 | 1-0 | 3-1  | 3-0 | 2-1 |     | 4-1 | 2-0   | 1-0  | 1-1  | 3-0  | 2-0 | 1-0 |
| US Chaouia                                                 | 1-0  | 2-0  | 2-0 | 1-1 | 1-0 | 1-1  | 3-0 | 2-1 | 2-0 |     | 2-0   | 1-0  | 1-1  | 1-1  | 2-0 | 1-1 |
| USM Aïn Béïda                                              | 1-0  | 1-0  | 3-2 | 1-0 | 0-0 | 3-0  | 3-1 | 2-0 | 1-1 | 0-1 |       | 4-2  | 2-1  | 1-0  | 3-1 | 2-1 |
| USM Alger                                                  | 1-0  | 2-1  | 1-0 | 2-1 | 1-0 | 1-0  | 1-0 | 1-0 | 1-0 | 1-0 | 1-0   |      | 4-2  | 0-0  | 4-1 | 1-0 |
| USM Blida                                                  | 1-1  | 2-1  | 1-0 | 2-0 | 2-0 | 2-2  | 0-1 | 0-0 | 3-5 | 5-1 | 0-1   | 2-1  |      | 2-1  | 2-1 | 1-1 |
| USM El Harrach                                             | 1-0  | 1-0  | 1-0 | 0-0 | 0-0 | 1-1  | 0-0 | 3-2 | 2-1 | 2-0 | 1-0   | 0-2  | 2-1  |      | 0-1 | 1-0 |
| WA Boufarik                                                | 1-0  | 1-0  | 2-0 | 2-2 | 0-0 | 3-2  | 0-0 | 2-0 | 1-1 | 1-0 | 0-1   | 1-4  | 1-0  | 1-0  |     | 0-2 |
| WA Tlemcen                                                 | 2-0  | 0-0  | 4-1 | 3-0 | 1-0 | 3-0  | 1-2 | 1-0 | 1-0 | 3-0 | 0-0   | 3-1  | 2-0  | 2-0  | 4-0 |     |
| - Victoire à domicile - Match nul - Victoire à l'extérieur |      |      |     |     |     |      |     |     |     |     |       |      |      |      |     |     |

## Meilleurs buteurs
| Rang | Joueur                   | Club           | Buts |
| ---- | ------------------------ | -------------- | ---- |
| 1    | Mohamed Brahimi          | WA Tlemcen     | 14   |
| 2    | Azzedine Rahim           | USM Alger      | 11   |
| 3    | Ali Meçabih              | MC Oran        | 9    |
| 4    | Billel Dziri             | USM Alger      | 8    |
| 4    | Tarek Hadj Adlane        | JS Kabylie     | 8    |
| 4    | Rabah Mechehoud          | US Chaouia     | 8    |
| 4    | Ziadi                    | CA Batna       | 8    |
|      | Mourad Meziane           | MC Oran        | 7    |
| 5    | Mourad Aït Tahar         | MC Alger       | 7    |
| 5    | Khaled Lounici           | USM El Harrach | 7    |
| 5    | Souilah                  | CA Batna       | 7    |
| 6    | Billal Zouani            | USM Blida      | 6    |
| 6    | Mustapha Chambet         | USM Blida      | 6    |
| 6    | Ishak Ali Moussa         | CR Belouizdad  | 6    |
|      | Redouane Cheikh Benzerga | MCOran         | 6    |
|      | Afif Goual               | MCOran         | 6    |
|      | Mouloud Kaoua            | CSConstantine  | 6    |

Buteurs par équipe
| Club (buts)                         | Buteurs (buts) |
| ----------------------------------- | --- |
| AS Aïn M'lila                       | |
| ASM Oran                            | |
| CA Batna                            | Ziadi (8), Souilah (7), |
| CR Belouizdad (27 buts) 11 joueurs  | Ali Moussa (6 buts), Meliani (4), Dahmani (3), Neggazi (2), Bencheikha (1), Slatni (1), Ghelloubi (1), Chedba (1), Boubenna (1), Bakhti (1), Dob (1) 22 buts recensés, reste 5 buts !                                                   |
| CS Constantine (26 buts) 12 joueurs | Kaou (6 buts), Laib (4), Dhiab (2), Belhatem (2), Boulfelfel (2), Houam (2), Bourahli (2), Boudemagh (1), Ghoula (1), Yahi (1), Meziani (1), Ghodhbane (1) ... NB : reste un but (inconnu)                                              |
| JS Bordj Menail                     | |
| JS Kabylie (31 buts) 10 joueurs     | Tarek Hadj Adlane (8), Boutaleb Said (7), Bencheikha (4), Menad Djamel (3), Fawzi Moussouni(2) Doudène (2), Meftah Mohédine (2), Boubrit(1) Chouib (1) Ould Rabah (1)                                                                   |
| MC Alger (29 buts) 12 joueurs       | Mourad Aït Tahar (7), Tebbal (4), Fodil Dob (3), Boudersaia(2) Sellou nadir (2) Benali Ameur (2), Mechri bachir (1), Khiat Laid(1) Benkedjoune(1) Khazrouni(1) Khiat Sofiane (1), Boussouar (1) * 3 buts sur tapis-vert contre le crb ! |
| MC Oran (53 buts) 11 joueurs        | Mourad Meziane (7), Ali Meçabih (9), Goual (6), Benzerga (6), Boukessassa (5), Belatoui(4), Gaid (4), Bendida (3), Zerouki (3), Kherrif (2), Haddou (2), et 2 buts csc !                                                                |
| US Chaouia                          | Rabah Mechehoud (8) |
| USM Aïn Béïda                       | |
| USM Alger (39 buts) 13 joueurs      | Azzedine Rahim (11), Billel Dziri (8), Nacer Zekri (6), Mehdaoui (3), Ait Belkacem (2) Hamdoud, Brakni (1), Toufik Fouial (1), Hamici (1), Khouni (1), Marsel (1), Salhi (1), Sloukia (1)                                               |
| USM Blida (34 buts) 13 joueurs      | Billal Zouani (6 buts), Mustapha Chambit (6), Hakim Zane (5), Réda Zouani (3) Kamel Zane (3), Ali-Messaoud (2), Bourzag (2), Ameur-Ouali (2), Krebazz (1), Thiam(1), Allag(1), Harkas(1), Belhadi (1)                                   |
| USM El Harrach                      | Khaled Lounici (7), |
| WA Boufarik                         | |
| WA Tlemcen (39 buts) 10 joueurs     | Mohamed Brahimi (14), djalti (5), bensseha (5), bettadj (3), fares el-aouni (2), dahleb (1), hadj mimoun (1), kherris (1), sahraoui (1), yadel (1). nb : reste 5 buts !                                                                 |

## En bref[11]
- Nombre de matchs : 240
- Nombre de buts : 498 buts (248 buts à l'aller et 250 buts au retour)
- Meilleure attaque : MC Oran (53 buts)
- Plus faible : AS Ain M'lila (18 buts)
- Meilleure défense : WA Tlemcen et CS Constantine (20 buts)
- Plus faible : WA Boufarik (44 buts)
- Meilleure attaque en déplacement :
- Meilleure attaque à domicile :
- Meilleure défense à domicile :
- Meilleure défense en déplacement :
- Le premier but : Bouaioune (USM Ain Beida) à la 1er minute (1re journée contre MC Oran)
- Le but le plus rapide : Zekri (USM Alger) à la 30e seconde
- Le but le plus tardif : Benamara (ASM Oran) à la 91e minute
- Le plus gros score : MCOran - AS Ain-M'lila (7-0), 30e journée
- Le carton :
- La journée la plus offensive :
- Le plus grand nombre de victoires en déplacement :
- Le plus grand nombre de défaites à domicile :
- Les invincibles à domicile :
- Record d'invincibilité :
- Record de stérilité :